# Cephenniini
Cephenniini (лат.) — триба жуков-стафилинид из подсемейства Scydmaeninae (Staphylinidae). Около 560 видов. Встречаются повсеместно.

## Описание
Отличительной чертой Cephenniini является поразительно короткая головная капсула, лишенная затылочного сужения; голова в естественном положении наклонена вентрально, так что лоб почти перпендикулярен длинной оси тела, а ротовые органы направлены вентрально; лабиум модифицирован и содержит две или шесть пар латеральных дисков. Модификации головы и ротовых органов возникли как приспособление к питанию тяжело «бронированными» панцирными клещами (Oribatida и Mesostigmata: Uropodina). Жуки нападают на добычу сверху, чтобы получить доступ к большой дорсальной или латеродорсальной поверхности торакса, и прикрепляют клеща к лабиальным дискам, которые работают как присоски, плотно прилегающие к гладкой кутикуле. Cephenniini включает очень мелких жуков (менее 3 мм), как правило с длиной тела 1,0—1,5 мм, с некоторыми представителями с длиной 0,6 мм (Cephennomicrus minimus); крупнейший вид — 2,3 мм (Cephennodes hippopotamus). Усики 11-члениковые. Общий механизм, использующий последовательность действий присасывающих дисков, за которыми следуют прокалывание и разрезание кутикулы может быть одинаковым у всех Cephenniini. Биология малоизучена. Кроме некоторых наблюдений по стратегии питания Cephennium (Schmid, 1988), мало что известно об их поведении. Виды всех родов обитают в лесной подстилке или гнилой древесине. Многие виды являются бескрылыми, а некоторые виды приспособлены к обитанию в подземных условиях. В некоторых родах развились адаптации к подземным микросредам обитания, включая маленькие глаза или светлую пигментацию тела (Nanophthalmus, Etelea, некоторые виды Cephennium). У многих представителей Cephenniini есть «трохантеллус» (trochantellus), дополнительный «сегмент» ноги между вертлугом (trochanter) и бедром.

## Классификация
Триба Cephenniini (надтриба Cephenniitae) включает около 560 видов и более 20 родов.
- Cephazteca Jałoszyński, 2011[8] — 5 видов
- Cephennium Müller & Kunze, 1822 — около 170 видов
- Cephennococcus Jałoszyński, 2011[4] — 5 видов
- Cephennodes Reitter, 1884 — около 200 видов[9][10][11][12][13][14][15][16][17]
- Cephennomicrus Reitter, 1907 — около 100 видов[18][19][20][21][22][23][24]
  - =Neseuthia Scott, 1922[25][26][27]
- Cephennula Jałoszyński, 2008[28] — 16 видов
- Clavomicrus Jałoszyński, 2019[29] — 1 вид, Филиппины
- Etelea Csiki, 1909 — 2 вида
- Eutheimorphus Franz & Löbl, 1990[30] — 1 вид, Борнео
- Foveomicrus Jałoszyński, 2020[31] — 1 вид, Индия
- Furcodes Jałoszyński, 2012[5] — 2 вида
- Hlavaciellus Jałoszyński, 2006[32] — 21 вид
- Indomicrus Jałoszyński, 2020 — 1 вид, Индия
- Lathomicrus Jałoszyński, 2010[33] — 3 вида, Борнео, Суматра
- Monstrophennium Jałoszyński, 2012 — 1 вид
- Nanophthalmus Motschulsky, 1851 — 12 видов
- Papuamicrus Jałoszyński, 2023 — 1 вид[34]
- Paracephennium O’Keefe, 1999[35] — 8 видов
- Pomphopsilla Jałoszyński, 2011 — 7 видов[36]
- Pseudocephennium Reitter, 1883 — 10 видов
- Shyri Jałoszyński, 2012 — 4 видов
- Trichokrater Jałoszyński, 2011 — 1 вид
- Trurlia Jałoszyński, 2009 — 6 видов
- †Praphennium Jałoszyński, 2018 — 1 ископаемый вид[1]